# Landkreis Krenau
Der deutsche Landkreis Krenau, zuvor Chrzanow, wurde als Folge der deutschen Besetzung Polens 1939 in das Deutsche Reich eingegliedert und bestand in der Zeit zwischen 1939 und 1945. Er umfasste am 1. Januar 1945:
- 4 nach der Deutschen Gemeindeordnung vom 30. Januar 1935 verwaltete Städte,
- 8 Amtsbezirke mit 45 Gemeinden.

## Verwaltungsgeschichte

### Polen
Bei Beginn des Zweiten Weltkrieges gehörte der Landkreis Chrzanów zu Polen, und zwar zur Wojewodschaft Krakau.
Nach der deutschen Besetzung im September 1939 gehörte der polnische Landkreis Chrzanów vom 26. Oktober 1939 an zunächst zum deutsch verwalteten Generalgouvernement für die besetzten polnischen Gebiete.

### Deutsches Reich
Mit dem 20. November 1939 wurde die Grenze zum Generalgouvernement endgültig festgelegt. Dabei wurde der Landkreis Chrzanów (jetzt: Chrzanow) völkerrechtswidrig annektiert – ohne den Ostteil mit der Stadt Krzeszowice – als Teil des neuen Regierungsbezirkes Kattowitz in der preußischen Provinz Schlesien.
Das Landratsamt war in Chrzanów.
Zum 18. Januar 1941 wurde die Provinz Schlesien aufgelöst. Aus den bisherigen Regierungsbezirken Kattowitz und Oppeln wurde die neue Provinz Oberschlesien gebildet.
Am 21. Mai 1941 wurde der Name des Landkreises zu Krenau eingedeutscht.
Im Frühjahr 1945 wurde das Kreisgebiet durch die Rote Armee besetzt und wurde danach wieder ein Teil Polens.

## Politik

### Landkommissar
1939–9999: ?

### Landräte
1939–1940: ?
1940–9999: Theo Schulz (auftragsweise)
1940–1943: Walter Cantner
1943–9999: Ernst Wilhelm Hengstenberg (vertretungsweise)
194?–9999: Heinrich Groll (vertretungsweise)

## Kommunalverfassung
Nach dem Überfall auf Polen wurden bis 1945 allein die Städte Jaworzno, Krenau, Schakowa (= Szczakowa) und Trzebinia der im Altreich gültigen Deutschen Gemeindeordnung vom 30. Januar 1935 unterstellt, welche die Durchsetzung des Führerprinzips auf Gemeindeebene vorsah. Alle übrigen Gemeinden waren in Amtsbezirken zusammengefasst und wurden durch Amtskommissare verwaltet.

## Ortsnamen
Durch unveröffentlichten Erlass vom 29. Dezember 1939 galten vorläufig die bisher polnischen Ortsnamen weiter.
Zu einer endgültigen Vergabe rein deutscher Ortsbezeichnungen ist es bis Kriegsende nicht mehr gekommen. Diese war aber bis ins Einzelne bereits vorbereitet. Es handelte sich dabei um lautliche Angleichungen, Übersetzungen oder Neuschöpfungen der seit 1939 vorläufig gültigen Namen, zum Beispiel:
- Babice: Frauenhübel,
- Chełmek: Helmsmühlen,
- Dąb: Premseichen,
- Dąbrowa-Narodowa
- Jaworzno
- Jelen: Langenhirschen,
- Libiąż Mały: Liebenz,
- Libiąż Wielki: Liebenzberg,
- Młoszowa: Molschau,
- Rozkochów: Roschau (Weichsel),
- Schakowa (= Szczakowa): Schachenau,
- Siersza: Serschengrube,
- Trzebinia: Trebing